# Menton
Menton er en by i det sydøstlige Frankrig, øst for Monaco og tæt på grænsen til Italien. Byen ligger ud til Middelhavet og har flere strande og to havne.
Byen har omkring 315 solskinsdage om året, og citroner kan dyrkes året rundt. Der afholdes en stor citron festival hver år i februar.
Indtil 1860 var Roquebrune-Cap-Martin og Menton en del af Fyrstedømmet Monaco.

## Geografi og demografi
Menton ligger i distriktet Alpes-Maritimes.

## Klima
Menton har et subtropisk mikroklima med 316 skyfrie dage om året.

## Turisme
Mentons slogan er Min by er en have, og byen kendes både for sine mange parker og eksotiske haver.
De største haver er 
- Serre de la Madone
- Val Rahmeh
- Les Colombières

## Kultur
I det gamle citadel på strandbredden er der indrettet et museum for den kendte franske multikunstner Jean Cocteau.

## Links
- Byens officielle hjemmeside – på fransk
- Turistbureauets hjemmeside Arkiveret 1. marts 2012 hos  Wayback Machine – på engelsk
- Menton-guide – på dansk